# Pavin (fromage)
Pour les articles homonymes, voir Pavin.
Le Pavin est un fromage au lait de vache pasteurisé et à pâte molle, à croûte lavée. Il est originaire d'Auvergne et tire son nom du lac Pavin.